# Nota verbal
La nota verbal és una comunicació oficial escrita adreçada per una missió diplomàtica al Ministeri d'Afers Exteriors de l'estat receptor o viceversa que, en el seu origen, recollia els termes d'una conversa (d'ací el seu nom) i era, molt freqüentment, lliurada al terme d'aquesta.
Actualment la nota verbal és la nota diplomàtica per excel·lència i el seu ús s'ha generalitzat fins al punt que constitueix el vehicle normal de comunicació escrita entre les ambaixades i el Ministeri d'Afers Exteriors de l'estat receptor. Ja no fan referència, gairebé mai, a una conversa prèvia que generalment no ha tingut lloc, i s'empren per a qualsevol tipus de gestió, de les més estrictament diplomàtiques (comunicació d'una informació, petició de suport en una instància internacional...) fins a les purament administratives (sol·licitud d'una franquícia, comunicació d'una cessació de personal...)
El nivell inferior de comunicació entre dos estats sobirans, per sota de la nota verbal, tencara que sense capacitat per a obligar, seria el document oficiós.
La nota pot lliurar-se personalment per un diplomàtic o remetre's per qualsevol altre conducte. La nota verbal es redacta en tercera persona seguint fórmules del tipus següent: "L'Ambaixada de ... saluda atentament el Ministeri d'Afers Exteriors i té l'honor de (comunicar-li, pregar-lo, informar-lo, sol·licitar-li, etcètera) ... l'Ambaixada de ... aprofita l'avinentesa per a reiterar al Ministeri de Relacions Exteriors el testimoni de la seva alta consideració".
La nota verbal no se signa, però generalment es rubrica o es col·loquen les inicials del cap de missió a la fi del seu text, que es conclou amb la data. La nota verbal es pot emprar igualment per a la comunicació entre les diferents missions diplomàtiques acreditades en una mateixa capital.
Constitueix també el mitjà de comunicació normal en les relacions entre una missió permanent i una organització internacional.